# 京極昭
京極 昭（きょうごく あきら、1930年2月5日 - 2021年5月22日）は、ベガルタ仙台社長。
古川高等学校、東北大学英文学科を卒業後、河北新報社にて報道部長、編集局長、専務取締役を歴任。報道部長時代には連載企画「植物人間」で1973年度日本新聞協会賞（編集部門）を受賞した。1999年にベガルタ仙台の運営会社「東北ハンドレッド」の代表取締役社長に就任。2003年12月、チームのJ2降格を受けて引責辞任。

## 略歴
- 古川高等学校卒業
- 東北大学卒業
- 河北新報社入社。
- 報道部長就任
- 編集局長就任
- 専務取締役就任。
- 顧問就任。
- ベガルタ仙台社長就任。